# Melanie Stansbury

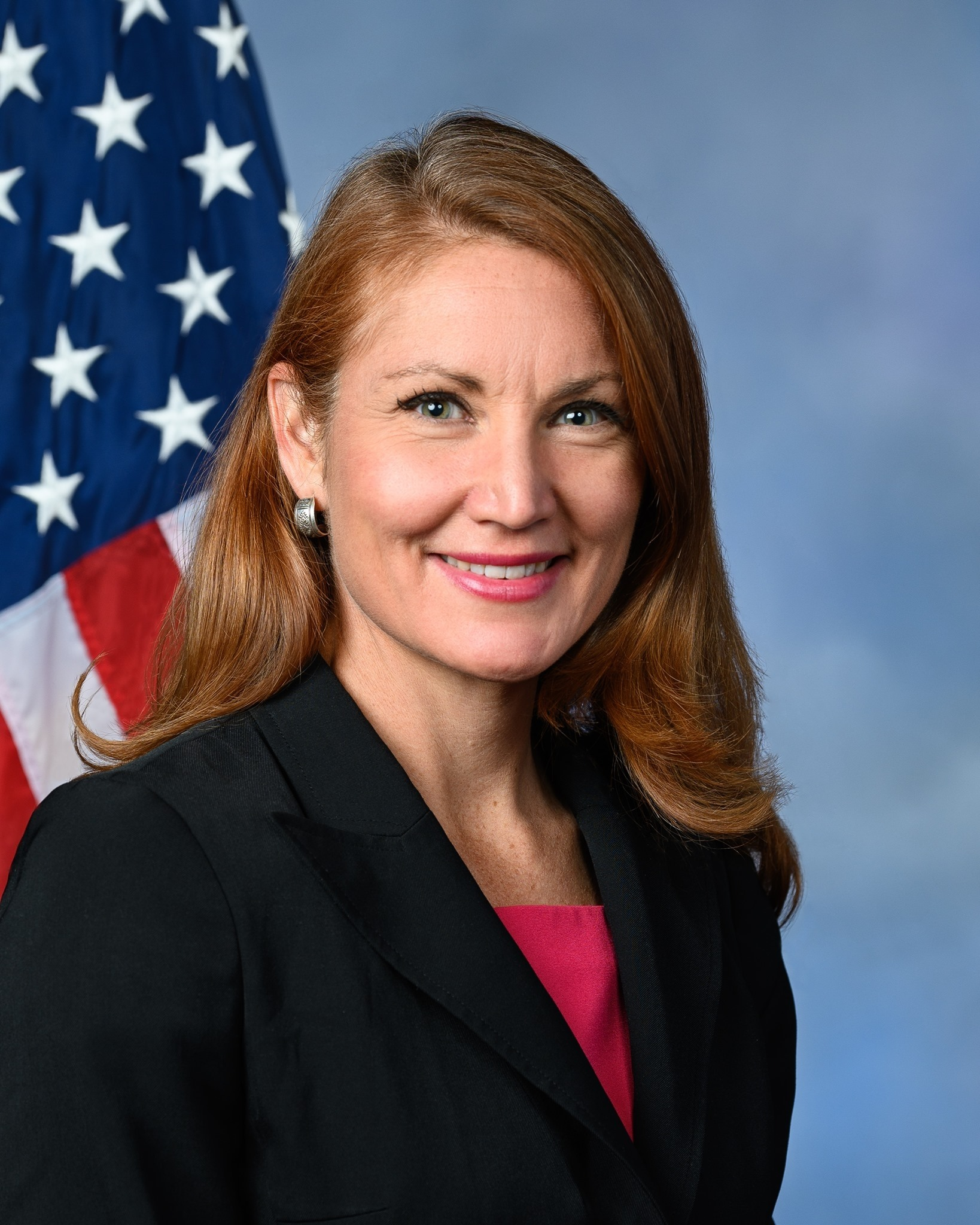
Melanie Stansbury (2021)

Melanie Ann Stansbury (* 31. Januar 1979 in Farmington, New Mexico) ist eine US-amerikanische Politikerin der Demokratischen Partei. Seit Juni 2021 vertritt sie den ersten Distrikt des Bundesstaats New Mexico im US-Repräsentantenhaus.

## Leben
Melanie Stansbury wurde am 31. Januar 1979 in Farmington (New Mexico) geboren. 1997 schloss sie die Cibola High School in Albuquerque ab. 2002 erhielt sie vom Saint Mary’s College of California einen Bachelor of Arts, 2007 folgte ein Master of Science von der Cornell University. Von 2002 bis 2004 arbeitete sie beim New Mexico Museum of Natural History and Science. Von 2011 bis 2015 war sie im Office of Management and Budget tätig, von 2017 bis 2019 für das United States Senate Committee on Energy and Natural Resources.

## Politik
Sie ist Mitglied der Demokratischen Partei. Von 2019 bis 2021 saß sie als Abgeordnete im Repräsentantenhaus von New Mexico.
Bei einer Sonderwahl, um die zurückgetretene Deb Haaland zu ersetzen, die US-Innenministerin geworden war, gewann sie mit 60,4 % der Stimmen gegen den Republikaner Mark Moores. Ihre Amtszeit im Repräsentantenhaus des 117. Kongresses begann am 14. Juni 2021. Die Primary (Vorwahl) ihrer Partei für die Wahlen 2022 am 7. Juni konnte sie ohne Gegenkandidaten gewinnen. Dadurch trat sie am 8. November 2022 gegen Michelle Garcia Holmes von der Republikanischen Partei und die unabhängige Victoria Gonzales an und wurde mit 55,7 % der Stimmen wiedergewählt. Nachdem sie in der Vorwahl zur folgenden Kongresswahl 2024 keine Herausforderer hatte besiegte sie in der Hauptwahl den Republikaner Steve Jones mit 56,4 %. Ihre aktuelle, insgesamt dritte Legislaturperiode im Repräsentantenhaus des 119. Kongresses läuft noch bis zum 3. Januar 2027.
Stansbury rief anlässlich Donald Trumps ersten Ansprache vor dem Kongress in dessen zweiten Amtszeit Aufmerksamkeit hervor. Sie hatte ein Protestblatt hochgehalten, auf dem stand: „This Is Not Normal“ (Das ist nicht normal).

### Ausschüsse
Stansbury ist aktuell Mitglied in folgenden Ausschüssen des Repräsentantenhauses:
- Committee on Natural Resources
  - Oversight and Investigations
- Committee on Oversight and Accountability
  - Economic Growth, Energy Policy, and Regulatory Affairs
  - Government Operations and the Federal Workforce

Sie ist außerdem Mitglied im Congressional Progressive Caucus sowie in elf weiteren Caucuses.